# 硫酸铒
硫酸铒是一种无机化合物，化学式为Er2(SO4)3，存在无水物、四水合物和八水合物。

## 制备
用硫酸溶解氧化铒，可以得到硫酸铒。